# リシルド・ド・エノー
リシルド・ド・エノー（フランス語：Richilde de Hainaut, 1018年ごろ - 1086年3月15日）は、エノー女伯（在位：1050/1年 - 1076年、夫および息子と共治）。最初エノー伯エルマンの妃、のちフランドル伯ボードゥアン6世の妃となった。また、息子アルヌール3世が若年の間、フランドル伯領の摂政もつとめた（在位：1070年 - 1071年）。

## 生涯
リシルドはレニエ家のレニエ・ド・アスノン（1049年頃没、ルーヴェン伯ランベール1世の孫）とアーデルハイト・フォン・エギスハイムの間の娘とみられている。1018年ごろに生まれた。
1040年にリシルドはエノー伯エルマンと結婚した。
1049年頃、リシルドは父レニエよりヴァランシエンヌ辺境伯領を継承した。父レニエは1047年に、神聖ローマ皇帝ハインリヒ3世に反乱を起こしたフランドル伯ボードゥアン5世に代わり、ヴァラシエンヌ辺境伯に任ぜられていた。リシルドの夫エルマンは1050年または1051年に死去し、リシルドはエノー伯領の女子相続人となった。こうして、リシルドは自身の権利としてヴァラシエンヌ女伯であると同時に、夫からの継承によりエノー女伯ともなった。
リシルドはエノー伯領の女子相続人となったことで魅力的な花嫁候補となったが、それにより伯領は危機的な立場に置かれた。フランドル伯ボードゥアン5世は軍事的圧力により、リシルドを自らの長男ボードゥアン6世と結婚させた。
エノーおよびヴァラシエンヌは神聖ローマ帝国領であったにもかかわらず、皇帝ハインリヒ3世は何も知らされていなかったため、この結婚は皇帝とボードゥアン5世との間の争いに発展し、1054年にボードゥアン5世の敗北で終わった。
夫ボードゥアン6世は妻の権利によりエノー伯領を支配した。義父ボードゥアン5世は、リシルドと前夫エルマンとの間の2人の子を継承から除外し、エノーとヴァラシエンヌはフランドル伯家が継承した。
ボードゥアン6世は1067年にフランドル伯となり、エノー、ヴァラシエンヌおよびフランドルを統合し、それらを死去するまで（1070年7月17日）統治した。
ボードゥアン6世は長男アルヌール3世にはフランドル伯領を、次男ボードゥアン2世にはエノー伯領を遺したが、もしどちらかの息子が他より先に死去した場合、残された方が先に死去した方の伯領も継承するように定めた。ボードゥアン6世はまた、弟ロベール1世より忠誠の誓いと甥を守るという約束を得ていた。ボードゥアン6世の死後、アルヌール3世がフランドル伯となったが、若年であったためリシルドがフランドル伯領の摂政となった。
すぐにロベール1世は、兄に対して行った誓いを破り、アルヌール3世の保持していたフランドル伯領を手に入れようとした。そこでリシルドは、3度目に結婚したヘレフォード伯ウィリアム・フィッツオズバーンに助けを求めた。フランス王フィリップ1世の支援にもかかわらず、リシルドの軍はカッセルの戦いにおいて敗北し、ウィリアム・フィッツオズバーンはアルヌール3世とともに戦死した。リシルド自身も捕らわれたのちに釈放され、フランス王フィリップ1世はのちにロベール1世をフランドル伯として認めた。
リシルドと次男ボードゥアン2世はエノーを保持したが、その後フランドルを奪回しようとしたが成功しなかった。リシルドはボーモンに城を建設し、教会を聖ヴェナンティウスに捧げた。また、息子ボードゥアン2世とともにモンスにサン＝ドニ修道院を創建した。
摂政を退いたあと、リシルドはメシーヌ修道院に隠棲した。1076年に息子ボードゥアン2世により退位させられたとみられる。
リシルドは1086年3月15日に死去した。

## 子女
エノー伯エルマンとの間に2子をもうけた。
- ロジェ（1093年没） - 障害があったとみられ、シャロン＝アン＝シャンパーニュ司教となった[13]。
- 娘（名は不詳）[13]

フランドル伯ボードゥアン6世との間に以下の子女をもうけた。
- アルヌール3世（1055年頃 - 1071年） - フランドル伯・エノー伯（1070年 - 1071年）[4]
- ボードゥアン2世（1056年頃 - 1098年） - エノー伯（1071年 - 1098年）[4]

1071年に、リシルドは初代ヘレフォード伯ウィリアム・フィッツオズバーン（1025年頃 - 1071年）と結婚した。